# Deutscher Volkssender
Le Deutscher Volkssender est une station de radio en langue allemande émettant à partir de Moscou en Union soviétique pendant la Seconde Guerre mondiale.

## Histoire
Elle est créée en janvier 1937 par le Parti communiste allemand (KPD). Son émetteur et ses studios sont situés à Madrid, mais la direction éditoriale dépend de la branche du KPD basée à Paris. Ernest Hemingway et Heinrich Mann ont tous deux rédigé des scripts pour la station.
En mars 1939, la radio cesse d'émettre quand Madrid tombe aux mains des nationalistes espagnols,,. Elle émet de nouveau depuis Moscou le 10 septembre 1941 sous le nom de Volkssender (émetteur du peuple allemand) avec pour slogan La voix du mouvement international pour la paix.

## Programmation
Gérés par le KPD et composés en grande partie de personnel allemand, les programmes de la radio sont conçus pour saper le moral de l'armée allemande et inspirer des actes subversifs en Allemagne. Afin de gonfler la perception de la résistance clandestine au nazisme, les programmes sont présentés comme émis depuis le territoire du Reich allemand, et la station se fait passer pour une radio pirate exploitée par des opposants allemands à Adolf Hitler.
Associated Press relaye certaines informations du Deutscher Volkssender : le 27 juillet 1944, AP reprend l'information selon laquelle « des manifestations se propagent dans toute la Haute-Silésie » et « des groupes d'opposition anti-hitlériens » ont organisé des manifestations dans les districts miniers de Königshütte, Hindenburg, Gleiwitz et Breslau. La même année, AP reprend un reportage selon lequel des « travailleurs étrangers » ont tendu une embuscade à une unité SS près de Berlin et lutté contre elle trois jours durant.
Bien que le Volkssender soit antérieur au Soldatensender Calais des Britanniques, ses émissions ultérieures y puisent leur inspiration,.
Markus Wolf, plus tard chef du service de renseignement extérieur du ministère de la Sécurité d'État de la République démocratique allemande, travaille comme lecteur de nouvelles sur la radio populaire allemande de 1943 à 1945. Parmi les collaborateurs de la station à différents moments, on peut citer Walter Ulbricht, futur dirigeant est-allemand, Erich Weinert, Hedda Zinner, Anton Ackermann, Willi Bredel et Wilhelm Pieck.